# James Hogan (Geschäftsmann)

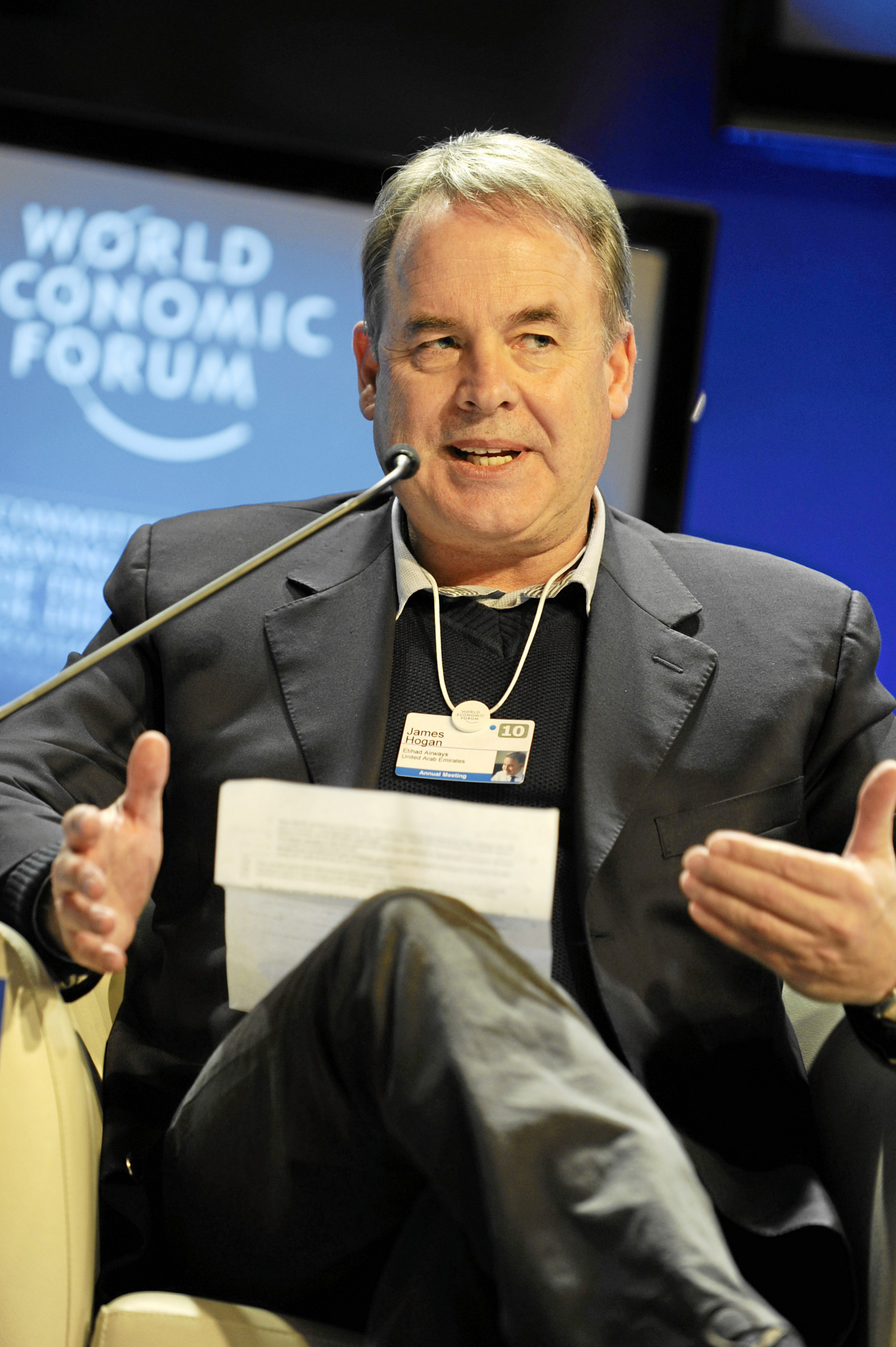
James Hogan auf dem Weltwirtschaftsforum in Davos 2010

James Reginald Hogan AO (* 28. November 1956) ist ein australischer Geschäftsmann.

## Frühes Leben und Karriere
James Hogan wuchs in Melbourne, Victoria, auf und war Schüler der Ivanhoe Grammar School, wo er 1975 den Abschluss erlangte.
James Hogan begann seine Karriere 1975 bei der Ansett Airlines als ein normaler Angestellter. Es folgten weitere Positionen bei der British Midland Airways, The Hertz Corporation, Forte Hotels und Gulf Air.
2001 wechselte Hogan wieder zurück nach Australien, wo er als CEO des Tesna consortium installiert wurde. Dieses wurde wiederum mit dem Ziel gegründet, die Verwaltung der insolventen Fluglinie Ansett Airlines zu übernehmen. 2002 wechselte er wiederum zu Gulf Air, wo er für vier Jahre CEO wurde.
Am 10. September 2006 wurde James Hogan als Präsident und CEO der Etihad Airways einberufen, welche die nationale Fluggesellschaft des Emirats Abu Dhabi ist. Er galt als der Verantwortliche für das starke Wachstum der Etihad Airways in den Folgejahren, die ihr Streckennetz, Passagier- und Luftfrachtdestinationen im Mittleren Osten, Afrika, Europa, Asien, Australien und Amerika ausbauen konnte.
Etihad Airways investierte in seiner Zeit als CEO in die Fluggesellschaften Air Berlin (29,21 %), Air Seychelles (40 %), Aer Lingus (2,987 %), Virgin Australia (24,9 %), Air Serbia (49 %), Darwin Airline (33 %), Jet Airways (24 %) und Alitalia (49 %). Während die kleineren Fluggesellschaften mit der Partnerschaft erfolgreich wurden, verursachen Air Berlin und Alitalia auch danach hohe Verluste.
Ursprünglich sollte James Hogan mit dem CFO James Rigney den Vorsitz in der zweiten Jahreshälfte 2017 verlassen. Anfang Mai musste er aber per sofort den Vorsitz abgeben. Er hat die Fluggesellschaft Ende Juni verlassen und ist mittlerweile CEO der Schweizer Firma Knighthood Capital.